# Stephanie Che
Stephanie Che (n. 28 de diciembre de 1973) es una actriz y cantante nacida en Hong Kong. Che comenzó su carrera como la cantante de New Talent Singing Awards en 1992.

## Filmografía
| Año  | Título                                | Papel                | TVB Anniversary Awards | Notas |
| ---- | ------------------------------------- | -------------------- | ---------------------- | ----- |
| 2001 | Virtues of Harmony 皆大歡喜           | 萬貴妃               |                        |       |
| 2002 | A Man Like Me Maður eins og ég        |                      |                        |       |
| 2003 | Virtues of Harmony II 皆大歡喜        | Man Gwai Fei 萬桂菲  |                        |       |
| 2006 | Under the Canopy of Love 天幕下的戀人 | Ho Lien Sung 何連生  |                        |       |
| 2008 | The Seventh Day 最美麗的第七天        | Kwok Shui Lan 郭端嫻 |                        |       |